# Xysticus marusiki
Xysticus marusiki is een spinnensoort uit de familie van de krabspinnen (Thomisidae).
De wetenschappelijke naam van de soort werd in 2005 gepubliceerd door Hirotsugu Ono & Jochen Martens.